# Traditionis custodes
Traditionis custodes („Čuvari predaje“) je apostolsko pismo pape Franje izdano u obliku motuproprija (tj. na papinu vlastitu inicijativu). Na snazi je od 16. srpnja 2021. Njime se ograničavaju slavlja tradicionalnih misa, odnosno tradicionalnog rimskog obreda svete mise. Uz ovaj dokument izdano je i popratno pismo biskupima. Ovim se dokumentom izvan snage stavlja motuproprij Summorum Pontificum pape Benedikta XVI., odnosno ograničavaju se mogućnosti koje je isti pružao.

## Vanjske poveznice
Mrežna mjesta
- Traditionis custodes na talijanskom jeziku sa službene stranice Svete Stolice
- Sveta Stolica o nejasnoćama vezanim uz motuproprij Traditionis custodes, IKA, 18. prosinca 2021.